# Лямбда-куб
Ля́мбда-куб (λ-куб) — наочна класифікація восьми типізованих лямбда-числень з явним приписуванням типів (систем, типізованих за Черчем). Куб організований відповідно до можливих залежностей між типами і термами цього числення і формує природну структуру для числення конструкцій. Ідею λ-куба запропонував 1991 року нідерландський логік і математик Генк Барендрегт. Подальші узагальнення лямбда-куба можна отримати, розглядаючи чисту систему типів.

## Структура λ-куба
У системах λ-куба змінні відносять до одного з двох сортів: {\displaystyle \ast } або {\displaystyle \Box }. Всі допустимі вирази теж поділяються за сортами. Твердження про належність виразу до сорту надбудовується над твердженням типізації, тобто висловлювання {\displaystyle A:B:C} читається так: елемент {\displaystyle A} має тип {\displaystyle B} і належить до сорту {\displaystyle C}. Сорт {\displaystyle \ast } використовується для звичайних змінних і термів λ-числення, сорт {\displaystyle \Box } — для змінних і виразів типу. Тому в системах λ-куба типи сорту {\displaystyle \ast } і елементи сорту {\displaystyle \Box } розглядаються як перетинні. Наприклад, тип терма {\displaystyle (\lambda x:\alpha .\,x):(\alpha \to \alpha ):\ast } можна записати як елемент «вищого» сорту {\displaystyle (\alpha \to \alpha ):\ast :\Box }. Типи сорту {\displaystyle \Box } іноді називають родами.
Під залежністю розуміють можливість визначати і використовувати функції, які відбивають елементи одного сорту в інший (або той самий). Елементи сорту {\displaystyle s_{1}} залежать від елементів сорту {\displaystyle s_{2}}, якщо:
- для допустимого виразу {\displaystyle F[x]:\tau :s_{1}}, який, можливо, містить змінну {\displaystyle x:\sigma :s_{2}}, можна визначити лямбда-абстракцію {\displaystyle (\lambda x:\sigma .\,F[x]):(\sigma \to \tau ):s_{1}};
- для функції {\displaystyle G:(\sigma \to \tau ):s_{1}} має бути допустимим її застосування до елемента {\displaystyle Y:\sigma :s_{2}}, при цьому результат має бути елементом типу {\displaystyle \tau } сорту {\displaystyle s_{1}}, тобто {\displaystyle (G\,Y):\tau :s_{1}}.

Базовою вершиною куба є система {\displaystyle \lambda ^{\rightarrow }}, що відповідає просто типізованому лямбда-численню. Терми (елементи сорту {\displaystyle \ast }) залежать від термів; типи (елементи сорту {\displaystyle \Box }) в залежностях участі не беруть. Три осі, що виходять з базової вершини, породжують такі системи:
- терми, які залежать від типів: система {\displaystyle \lambda 2} (лямбда-числення з поліморфними типами, система F);
- типи, які залежать від типів: система {\displaystyle \lambda {\underline {\omega }}} (лямбда-числення з операторами над типами);
- типи, які залежать від термів: система {\displaystyle \lambda P} (лямбда-числення з залежними типами).

Решта систем є різними комбінаціями перелічених залежностей. Найбагатша система {\displaystyle \lambda P\omega } (поліморфне лямбда-числення вищого порядку з залежними типами) фактично є численням конструкцій.

## Властивості систем λ-куба
Всі системи лямбда-куба мають властивість сильної нормалізації будь-який допустимий терм (і тип) за скінченне число β-редукцій зводиться до єдиної нормальної форми.

## Підтримка в мовах програмування
Різні функційні мови підтримують різні підмножини поданих у лямбда-кубі систем типів.
- Haskell, ML — λ2 (система F)
- В обмеженій формі Haskell (у реалізації GHC, починаючи з останніх версій) підтримує {\displaystyle \lambda {\underline {\omega }}} за допомогою «type families».
- Coq, Agda — {\displaystyle \lambda P\omega } (числення конструкцій)